# Franck Vérove
Pour les articles homonymes, voir Vérove.
Ne doit pas être confondu avec François Vérove.
Franck Vérove, né le 14 août 1969 à Gravelines, dans le Nord, est un joueur, entraîneur et dirigeant français de basket-ball. Il évolue au poste d'arrière. Il est le fils de l'ancien basketteur et entraîneur Yves-Marie Vérove et le frère du basketteur Jimmy Vérove.